# شركة الصين للعلوم والتقنيات الجوفضائية
شركة الصين للعلوم والتقنيات الجوفضائية هي المتعاقد الرئيسي لبرنامج الفضاء الصيني، وهي شركة مملوكة للدولة، لها كيانات تابعة تقوم على تصميم وتطوير صناعة مجموعة من المركبات الفضائية وصواريخ الإطلاق ونظم الصواريخ الاستراتيجية والتكتيكية والمعدات الأرضية أيضًا. أُنشئت الشركة رسميًّا في 1999 كجزء من تحول إصلاحي للحكومة، وكانت سابقًا جزءًا من شركة الصين للجوفضاء. وكان هناك كيانات مشابهة سابقة تعود حتى العام 1956.
بالإضافة إلى صناعاتها الدفاعية والفضائية، تنتج شركة الصين للعلوم والتقنية الجوفضائية عددًا من المنتجات المدنية مثل الآليات والكيماويات ومعدات الاتصالات ومعدات النقل والحواسيب ومنتجات العناية الطبية ومعدات حماية البيئة. وتقدم الشركة خدمات الإطلاق التجارية في السوق الدولية وهي واحدة من المنظمات المتقدمة على مستوى العالم في تطوير واستخدام تقنيات الدفع عالية الطاقة ومعززات الدفع الملحقة بصواريخ الإطلاق وإطلاق عدد من الأقمار الاصطناعية على متن صاروخ حامل واحد. بنهاية 2013، كان رأس المال المسجل للشركة يصل إلى 294.02 مليار يوان صيني والقوة العاملة لها تضم 170,000 شخص.

## مرجع
1. ↑  مُعرِّف قاعدة بيانات البحث العالمية (GRID): grid.452783.f.
2. ↑  مُعرِّف قاعدة بيانات البحث العالمية (GRID): grid.464215.0.
3. ↑  "مقالة خاصة: عملاق الفضاء الصيني المملوك للدولة يسعى لشراكة مع القطاع الخاص". وكالة أنباء شينخوا. 17 ديسمبر 2014. مؤرشف من الأصل في 2020-04-05. اطلع عليه بتاريخ 2016-10-19.